# Донгзыонг
Донгзыонг (вьет. Đồng Dương, тьы-ном 東陽) — руины комплекса кирпичных тямских монументов, расположенные в центральной части Вьетнама (уезд Тхангбинь провинции Куангнам), в 20 км на юго-восток от другого важного памятника — Мишона. Донгзыонг — один из самых ранних буддийских архитектурных памятников в Юго-Восточной Азии, бывший крупным буддийским центром региона. Частично изучен французской экспедицией под руководством Анри Пармантье осенью 1902 года, во время Вьетнамской войны был сильно разрушен.
Влияние донгзыонгской скульптуры на искусство Тямпы огромно; в его честь назван скульптурный и архитектурный стиль. Кроме самого Донгзыонга к нему принадлежит два храма Мишона, A10 и B4. После краткого всплеска популярности буддизма Тямпа снова вернулась к шиваизму, ввиду чего других аналогичных крупных тямских буддийских комплексов не существует. Музей тямской скульптуры в Дананге содержит множество артефактов из Донгзыонга, однако они размещены там без всякого порядка, что затрудняет работу с ними археологов, а также их датировку и идентификацию.

## Общие сведения

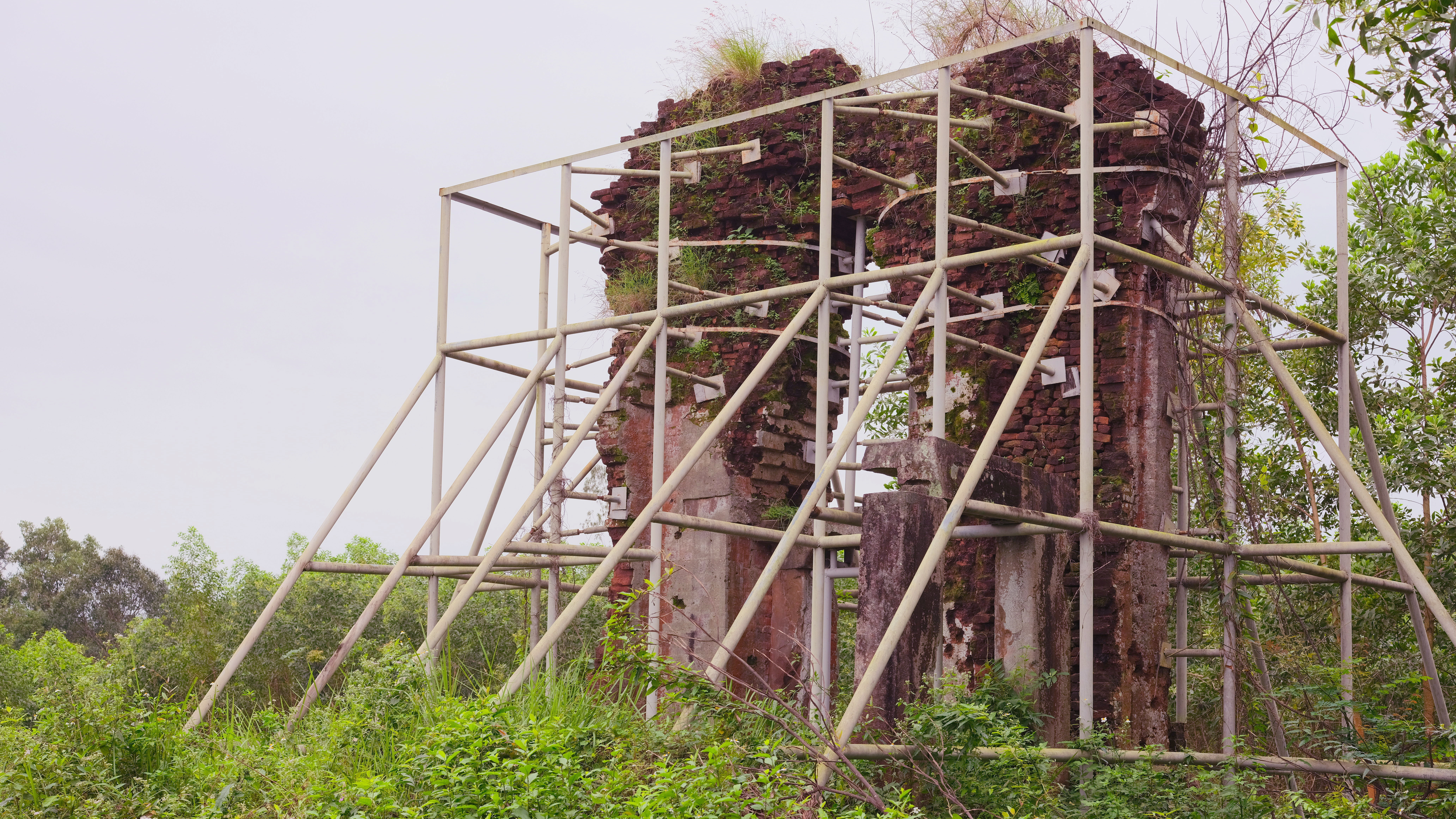
Современное состояние руин (2017)

Донгзыонг был основан королём Индраварманом II на территории столицы Индрапуры как буддийский монастырь направления махаяна, он назывался «Лакшминдра Локешвара» и посвящён Авалокитешваре, хранителю династии Индрапуры. Хотя Донгзыонг — буддийский комплекс, его название сочетает имена божеств из индуизма (Лакшми, Индра) и буддизма (Локешвара); кроме того, там находится несколько статуй индуистских божеств Шивы и Лакшми, а также тямской богини-матери Уроджи. Датировка зданий затруднена, найдено две стелы, относящие постройки внутреннего двора I к 875 году, другие же возведены в начале X века. Храмы башенного типа (каланы) полностью выполнены из кирпича, за исключением каменных дверных проёмов — это характерная особенность тямских храмов.
В 979 году тямский король Парамешвараман попытался взять Хоалы, а спустя два года заключил в тюрьму дайвьетских послов, прибывших с целью установления дипломатических отношений. В ответ в 982 году император Дайвьета Ле Дай-хань атаковал Тямпу. В ходе карательной экспедиции Парамешвар был убит, а множество тямских памятников разрушено; Донгзыонг разграбили и сожгли, статуя Авалокитешвары с алтаря Главного храма была заблаговременно вынесена из него и спрятана в яме, пересыпанная песком, галькой и кирпичами.
Донгзыонг был покинут тямами и постепенно зарос джунглями, хотя даже в середине XIX века в прессе его упоминали как известную достопримечательность. Руины обнаружены в 1902 году архитектором Анри Пармантье, в то время ни одно из основных строений ещё не было разрушено. Пармантье повёл экспедицию к руинам Мишона и Донгзыонга. Он изучил, зарисовал и описал встреченные монументы, а фотограф Шарль Карпо сделал их фотоснимки; все эти данные вошли в книгу Inventaire descriptif des monuments cams de l’Annam (1908, 1918). Для этой экспедиции колониальное правительство выделило сумму в 1500 пиастров. Перед этим Пармантье посетил и описал целый ряд тямских руин, руководствуясь книгой Французской школы Дальнего Востока Inventaire sommaire des monuments Chams de l’Annam. Помимо двоих французов в экспедиции участвовало множество нанятых в соседних деревнях вьетнамцев; им щедро платили за уборку мусора и расчистку руин от растительности. Работы в Донгзыонге начались 7 сентября 1902 года и окончились 26 ноября в связи с проведением Школой Дальнего Востока конференции. Рабочие расчистили более 6500 м², однако эта территория всё равно не включала все строения, экспедиция не успела выполнить свою цель, а после конференции Пармантье в Донгзыонг не вернулся. Донгзыонг начали постепенно разграблять, и в 1935 году большинство донгзыонгских статуй осело в Дананге, в Музее тямской скульптуры; в Ханое в Национальном музее вьетнамской истории; а также во французском Музее Гиме. К несчастью для Донгзыонга в 1907 году Камбоджа передала Франции несколько провинций, где находились крупные архитектурные комплексы, в том числе Ангкор-Ват; все дальнейшие усилия французской археологии были брошены на него, а о Донгзыонге забыли.
Пармантье опубликовал несколько описаний Донгзыонга в 1903, 1909 и 1918 годах, основные надписи были переведены в публикации Луи Фино (фр. Louis Finot) 1904 года; также Донгзыонг и другие тямские памятники были описаны кхмерологом Жаном Буасселье.
Последние крупные разрушения произошли во время Вьетнамской войны. Ныне рядом с комплексом находится одноимённая деревня. По состоянию на начало 2000-х годов сохранились лишь фрагменты главной стены Центрального храма и поваленная каменная стела. В 2003 году правительство Вьетнама присвоило Донгзыонгу статус памятника тямской культуры.

Фотографии, сделанные в экспедиции Пармантье
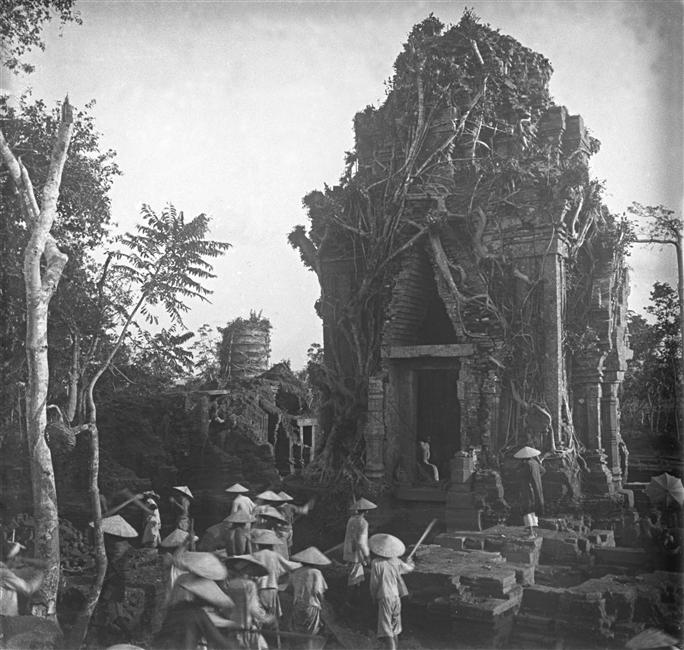
Двор I, Главный храм. 1902 год
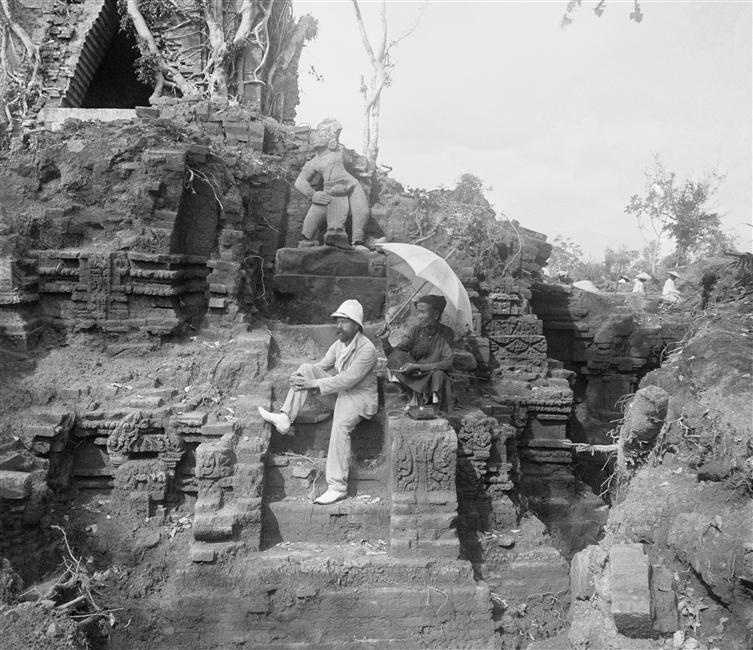
Фотограф Карпо у первой гопуры
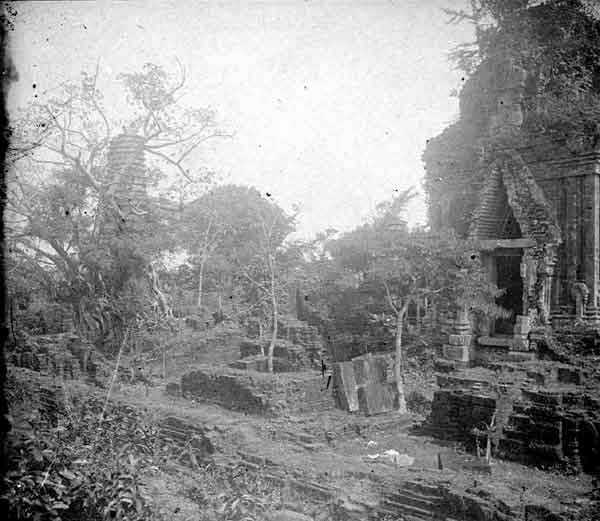
Донгзыонг в 1902 году

### Скульптура

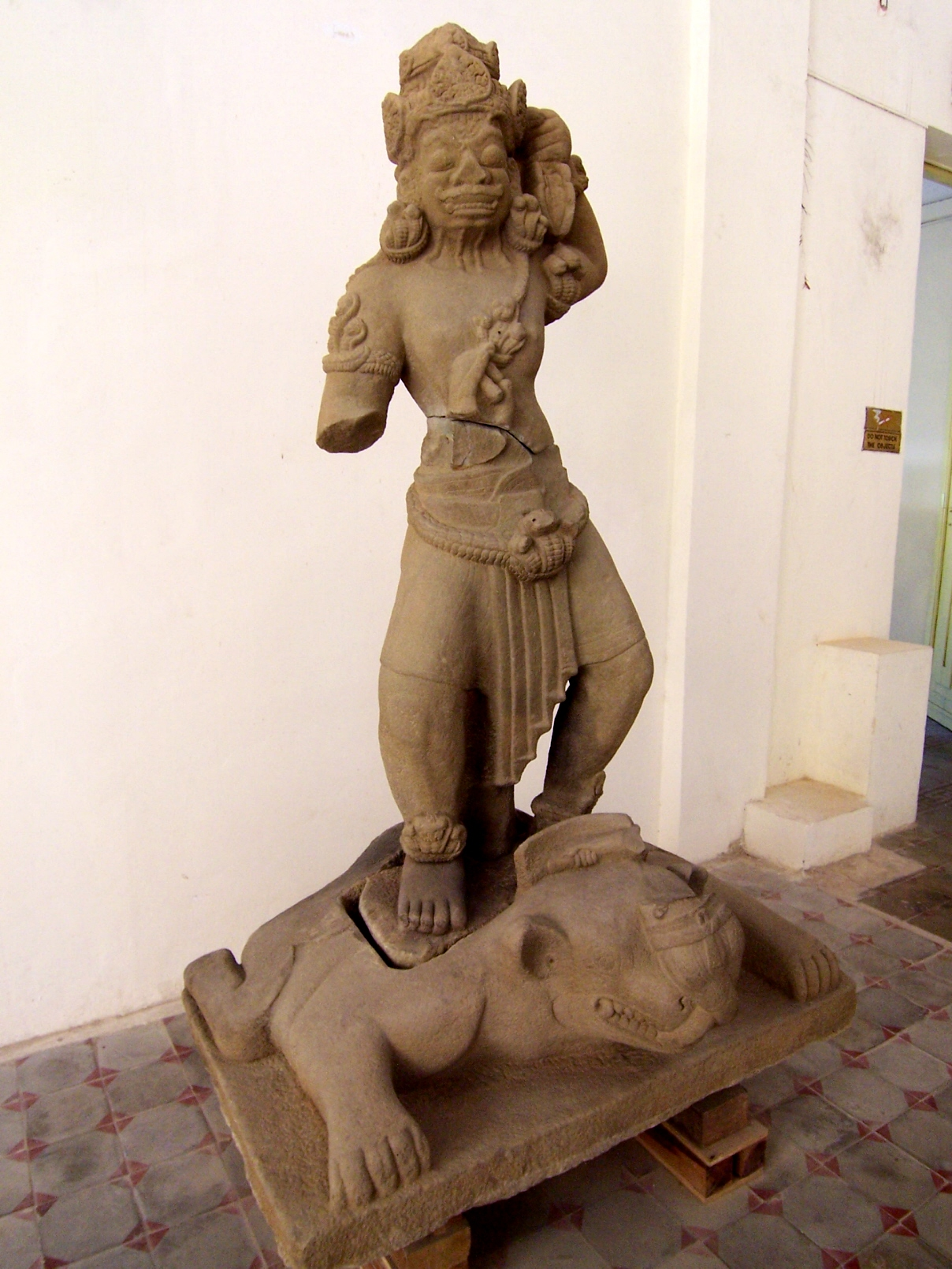
Страж-дварапала

Скульптура Донгзыонга демонстрирует некоторое китайское влияние, но в целом она очень оригинальна. К примеру, лица охранников-дварапал изображают гнев, как и в китайском искусстве, но как одежда, так и черты их внешности явно тямские: крупные носы, широко открытые глаза, толстые губы и густые усы. Китайские следы в искусстве Тямпы крайне малочисленны. Некоторые статуи из Донгзыонга очень напоминают скульптуру соседнего Бапнома, исторически сильно повлиявшую на тямскую.
Наиболее характерные черты донгзыонгских статуй — лица: у них узкий лоб, ограниченный снизу волнообразной бровью, миндалевидные глаза, широкие носы с горбинкой, короткие подбородки. Уголки пухлых губ смотрят вверх, однако скульптуры никогда не улыбаются. Все скульптуры царей выполнены совершенно идентично, поэтому определить, кого они изображают, невозможно. Дварапалы Донгзыонга — самые высокие свободно стоящие скульптуры, созданные тямами: их высота достигает 2,18 м.
В донгзыонгской скульптуре впервые появляется тщательная проработка спины: в то время в храмах начали изготовлять ретабло, позволявшие смотреть на алтарную скульптуру с трёх сторон, что привело к отходу от традиции исключительно фронтального изображения.

#### Статуя Авалокитешвары

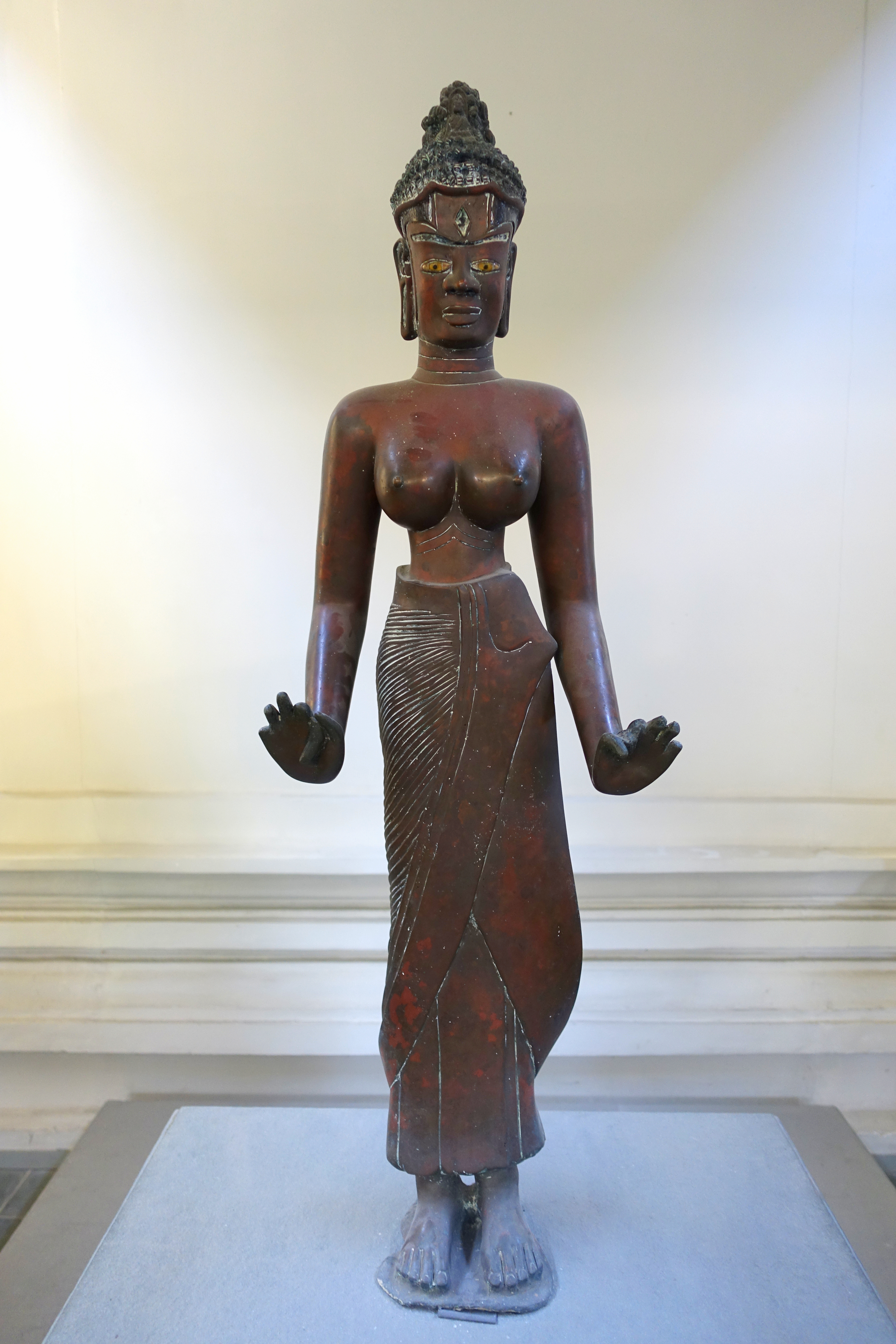
Бронзовая статуя Авалокитешвары

Сохранилось несколько донгзыонгских бронзовых скульптур, отлитых по восковым моделям, а затем гравированных (брови, волосы и другие мелкие детали). Примером может служить статуя Авалокитешвары в женской ипостаси. В 1978 году местные жители обнаружили в 50 метрах от Главного храма на глубине более метра 114-сантиметровую бронзовую статую в прекрасном состоянии. Это крупнейшая известная бронзовая статуя тямской работы. Исходя из совпадения размеров и формы статуи с отверстием в центре алтаря Главного храма, было заключено, что это изображение главного божества — Авалокитешвары.
Эта скульптура интересна тем, что изображает Авалокитешвару в женском обличье, в отличие от подавляющего большинства остальных его изображений из Юго-Восточной Азии. Всего известно лишь три тямские статуи женского воплощения этого бодхисаттвы, среди них только одна бронзовая. Причина, по которой выбрана именно женская ипостась Авалокитешвары, не ясна. Существует две основные теории — глубокий интерес Индравармана к тантре, либо попытка правителя смешать индуизм и буддизм и сделать поклон в сторону матрилокальных и матрилинейных традиций тямов. Предположение о том, что статуя могла быть установлена в честь матери или жены Индравармана, Раджакулы Харадеви (санскр. राजकुल हरदेवी, IAST: Rājakula Haradevī), следует признать не соответствующим действительности: Харадеви пережила мужа, а его мать не упоминается ни в одном источнике.
Лоб статуи украшал драгоценный камень, от которого осталась только оправа; углубление на месте бровей свидетельствует о том, что там была инкрустация металлом или камнем. Глаза статуи инкрустированы белым стеклом, камнем и хрусталём. В левой руке статуя держала конх, в правой — цветок лотоса. Выражение лица богини сурово, это отличает тямскую традицию от других стран Юго-Восточной Азии, где всепрощающий Авалокитешвара изображается великодушным и сострадающим.
Уникальная для буддийского искусства Юго-Восточной Азии особенность скульптуры — её головной убор, на котором изображён Будда, он находится в положении сидячей медитации, а его правая рука касается земли. Из одежды статуя носит лишь саронг, повязанный на тямский манер; возможно, её одевали в соответствующие сезону и праздникам одежды, а также в ткани и украшения, подносимые прихожанами, как в Мишоне.
Изначально статуя была опознана Жаном Буасселье как Тара. Неверная идентификация связана с тем, что нашедший её житель соседней деревни Донгзыонг по имени Ча Гап (Trà Gặp) отломил конх и цветок лотоса от пальцев Авалокитешвары и оставил себе, однако полиция позже конфисковала их и передала властям общины Биньдинь. Приехавший за статуей представитель провинциальной администрации не сообщил полиции о своём приезде, из-за чего конх и лотос остались в общине как артефакты, а статуя отправилась в Музей тямской скульптуры в Дананг. В 2002 году руководитель общины Нгуен Динь Тхьеп привёз фрагменты статуи исследователям.

## Описание комплекса

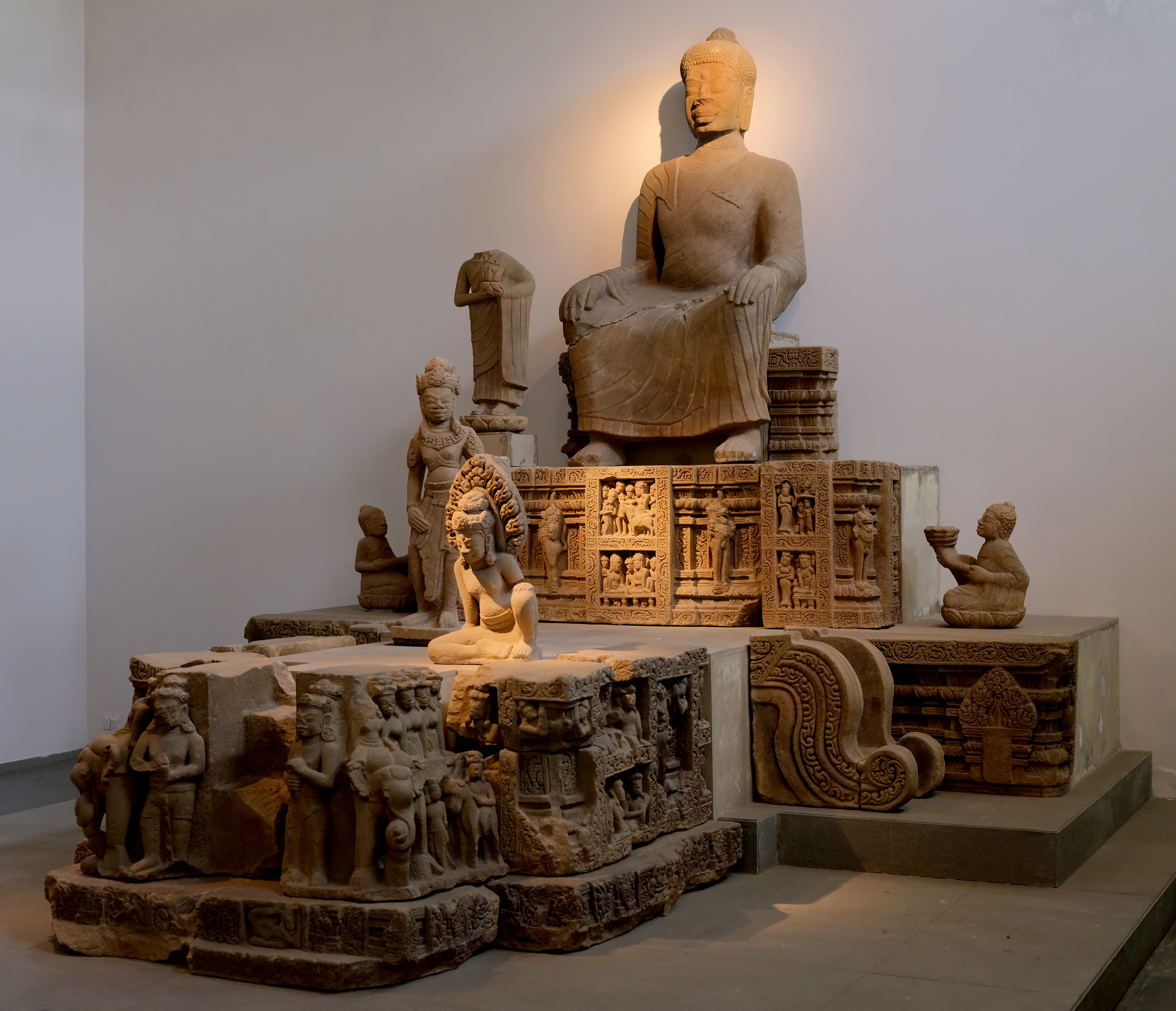
«Европейский Будда» из двора I

Цепь строений Донгзыонга чётко ориентирована по оси «восток-запад», она растянулась более чем на 1,3 км (что делает Донгзыонг крупнейшим буддийским монастырём Тямпы) и огорожена прямоугольной стеной, а внутри разделена на несколько частей. Пройдя главные ворота, человек оказывался на длинной прямой дороге общей длиной 760 м, справа от него находился прямоугольный резервуар с водой, окружённый широкими валами, слева — неисследованная цепь кирпичных строений. Возле каждой гопуры стояло по две колонны-стамбхи, опоясанных кольцами, возле каждой из которых было возведено по меньшей стамбхе. Они напоминают китайские и вьетнамские ступы-башни, а также ступы на вотивных табличках Дваравати, однако в тямском искусстве подобные колонны больше не встречаются.

Упрощённый и подробный планы Донгзыонга
Легенда[29] резервуар вихара центральный храм главный храм неисследованные строения прочие строения

### Двор I
Пройдя первую гопуру, человек оказывался во дворе I, где находилась характерная тямская вихара с деревянной крышей, окружённая колоннами. В западной части вихары (напротив входа) на трёхступенчатом алтаре располагалась статуя сидящего Будды с расставленными в стороны ногами, за эту позу его прозвали «Европейским». Содержание резьбы на алтаре полностью не выяснено. Вихару посещали не только монахи, но и простые прихожане, оставлявшие подношения и молившиеся там.

### Двор II
За следующей гопурой был расположен двор II с храмом и зданием с колоннадой, украшения на колоннах имели общие черты с мишонскими, а также с колоннами в гроте «Воздух» в горах Нгуханьшон. В этом строении монахи и жрецы готовились к церемониям, проходившим в главном храме, находящемся непосредственно за ним. Вход в этот двор охраняли два дхармапалы.

### Двор III
За последней, самой богато украшенной гопурой — внутренний двор III со множеством строений и мандапой, они разделены на храмовые комплексы. Здесь же размещался кирпичный калан (Главная башня) и Центральная башня с четырьмя проёмами. Вокруг Главной башни в беспорядке было расположено девять святилищ, в которых по-видимому поклонялись тямским правителям-буддистам и их семьям; поклонение правителям-индуистам происходило в Мишоне. Храмовые алтари Донгзыонга всегда располагались у западной стены, так что посетители не могли встать у спины находившегося на алтаре изображения Будды.
У западной стены Главного храма находился крупный пьедестал размерами 396 × 360 × 81,5 см, на котором стоял алтарь со статуей Авалокитешвары. Одна из стел упоминает возведение на главном алтаре статуи данного божества, но ни Пармантье, ни Буасселье не рассматривали такой возможности: Пармантье счёл, что алтарь слишком мал для скульптуры и в своих набросках поместил туда лингам, а Буасселье, указывая на малую вероятность найти на алтаре буддийского храма индуистский лингам, считал, что вместо него находился реликварий. Археолог Бернар-Филипп Гролье в 1962 году выдвинул гипотезу о том, что на алтаре находилась именно статуя Авалокитешвары, она подтвердилась после обнаружения статуи в 1978 году.
В дворе III была обнаружена стела, содержащая сведения о том, что храмовый комплекс Донгзыонг был возведён Индраварманом II под названием «Лакшминдра Локешвара»: «Лакшминдра» — первая часть личного имени Индравармана (Лакшминдра Бхумисвара Грамасвамин, санскр. लक्ष्मीन्द्र भूमिस्वर ग्रामास्वामी), она означает имя дарителя, а слово «Локешвара», буквально «властелин мира», — синоним Авалокитешвары. По одной из теорий, строительство Индраварманом Донгзыонга подняло статус Авалокитешвары: второстепенный бодхисаттва превратился в главное божество Тямпы.

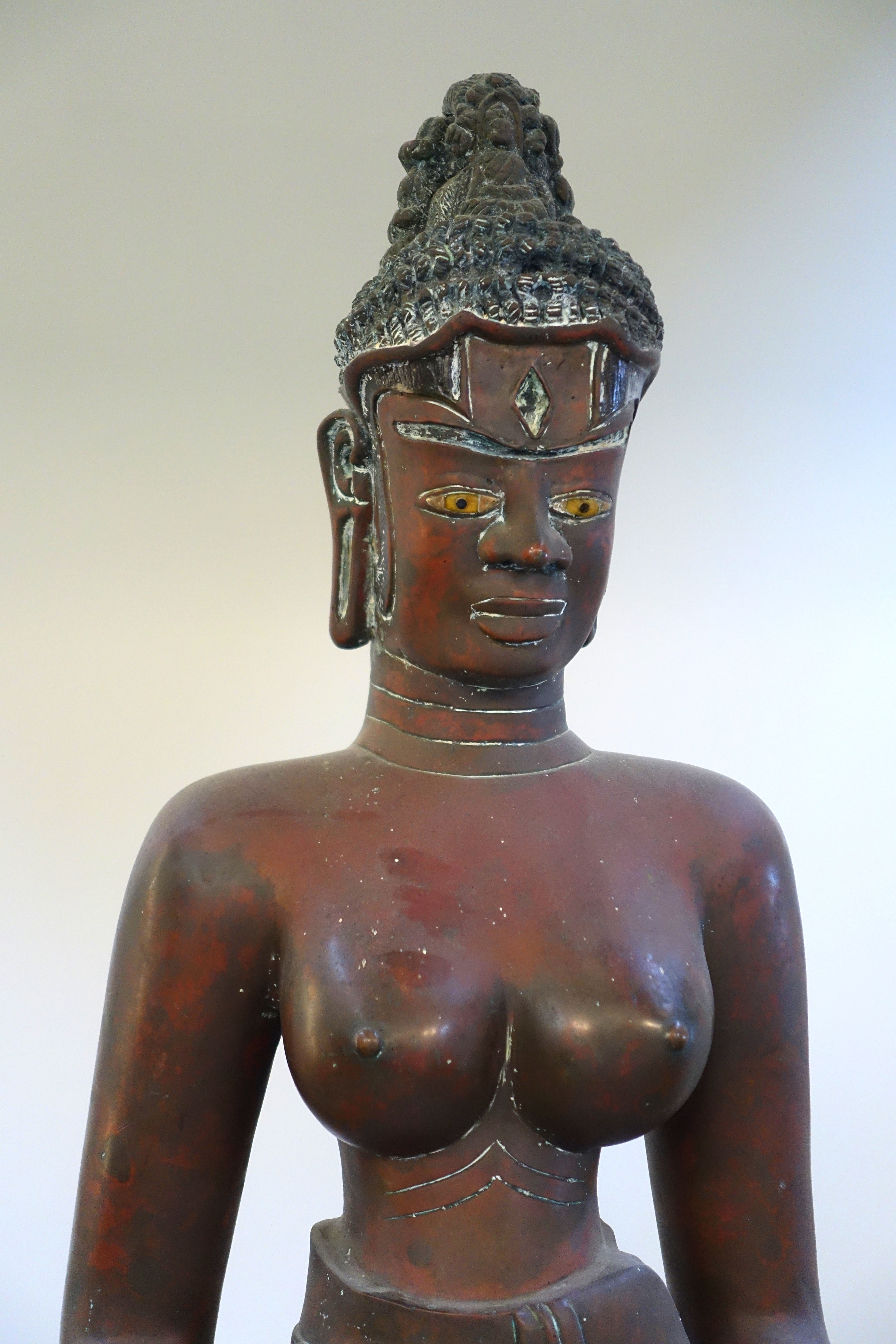
Авалокитешвара вблизи
План третьего двора

## Комментарии
1. ↑  По другим данным, богиню-прародительницу звали По-Нагар